# Pierre Bontemps

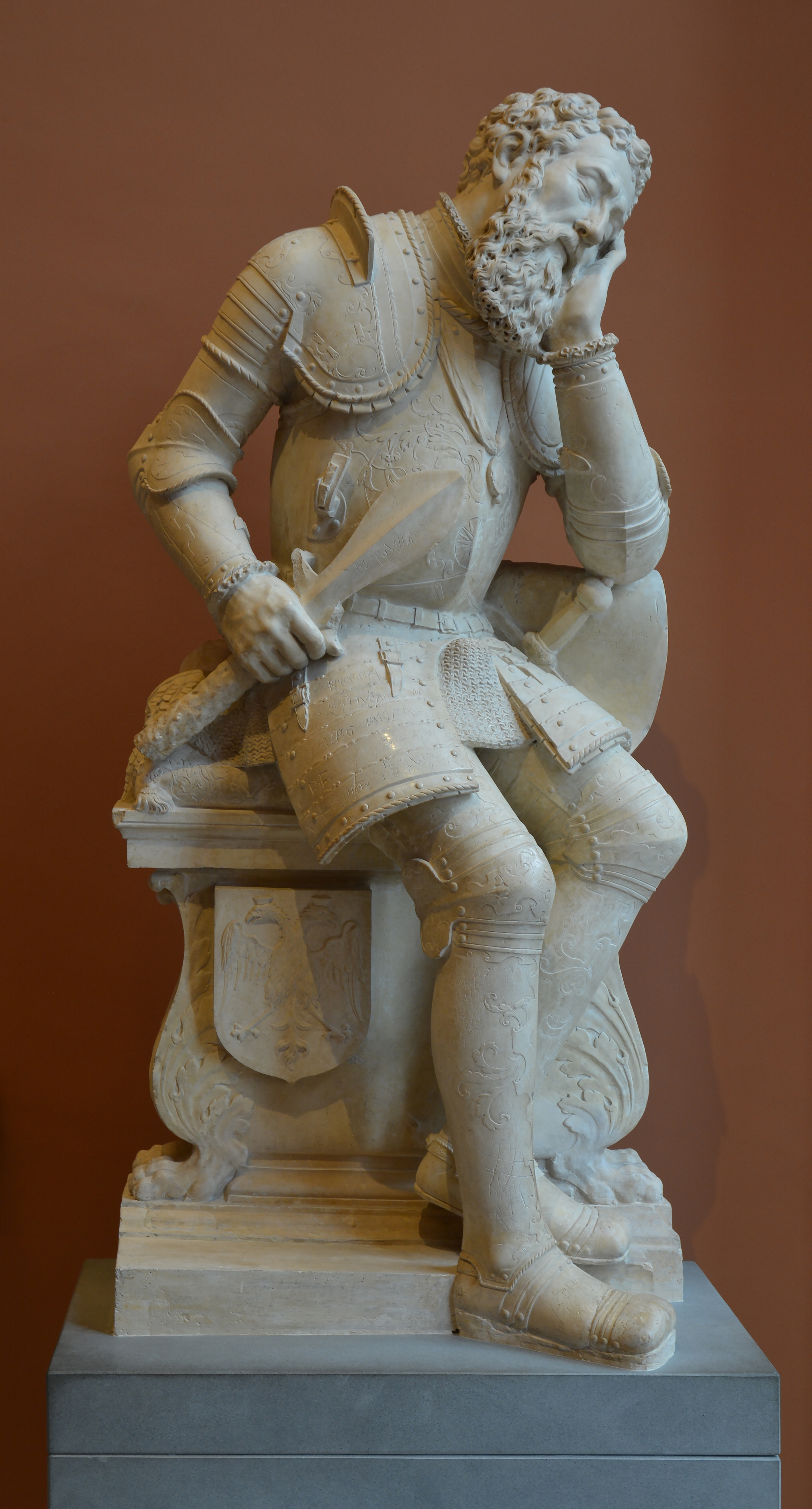
Tomba di Charles de Maigny (Louvre)

Pierre Bontemps (1507 – 1568) è stato uno scultore francese, noto per i suoi monumenti funerari.

## Biografia

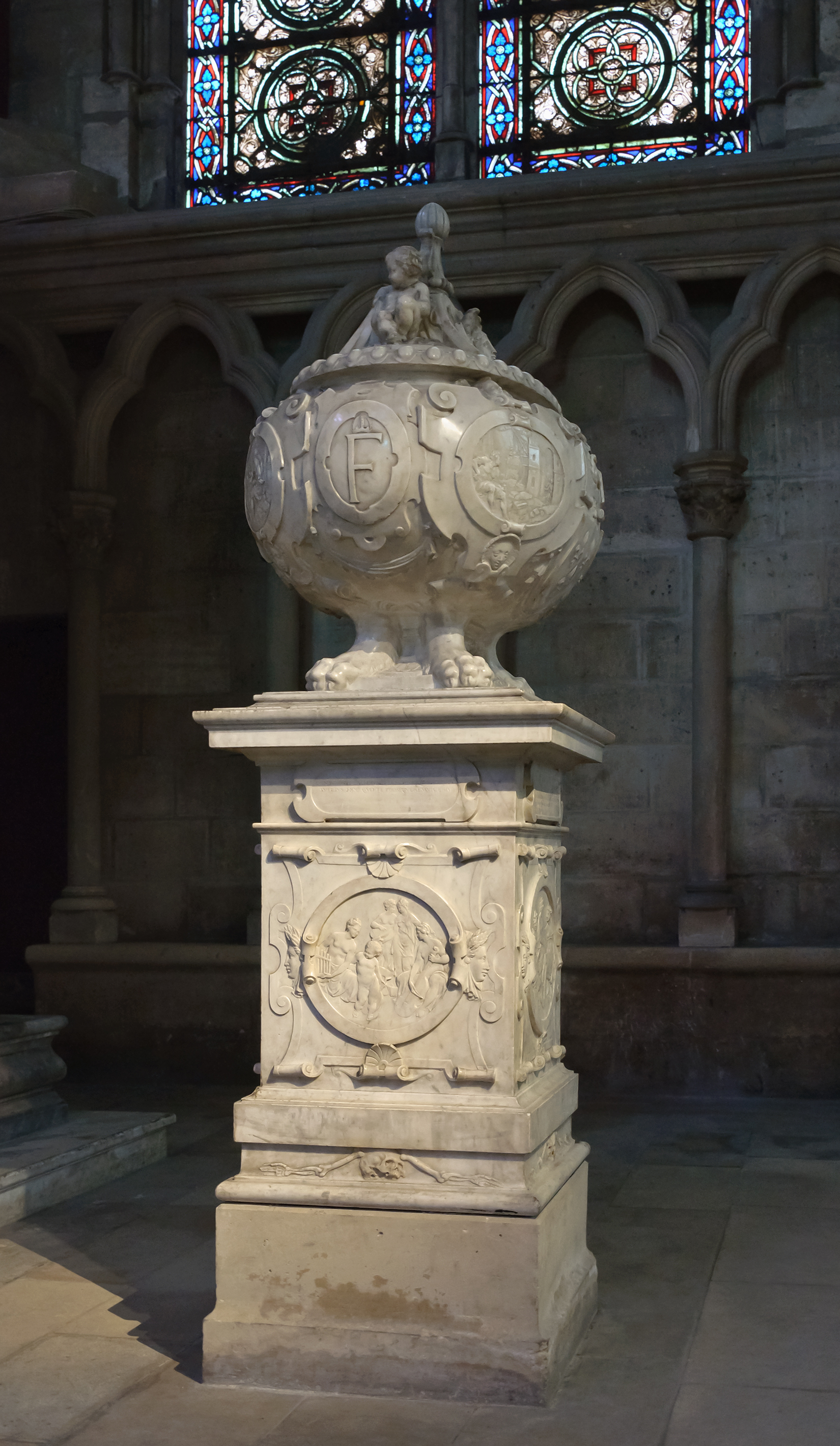
Monumento per il cuore di Francesco I nella Basilica di Saint-Denis.

È stato assieme a Germain Pilon, uno degli scultori precursori del Rinascimento francese.
Poche informazioni si hanno sulla sua vita e sulle sue origini, anagrafiche e artistiche, ma è certo che si dimostrò un valido interprete del gusto influenzato dall'Italia, intriso di manierismo, e getterà le basi della scuola artistica di Fontainebleau.
Dal 1536 al 1550 circa, operò sia nella decorazione del castello di Fontainebleau, sia nella restaurazione dei lavori del Primaticcio, il Laocoonte e l'Apollo del Belvedere.
Eseguì, assieme a François Marchand, alla realizzazione del voluminoso monumento funebre per Francesco I di Francia, ideato da Philibert Delorm per la basilica di San Denis per omaggiare la vittoria francese nella battaglia di Marignano e in quella di Cérisoles. I preparativi per ogni battaglia sono dettagliati e i personaggi principali sono ben evidenziati. Sulla volta, è presente una Risurrezione con gli Evangelisti attribuita a lui.
Tra le sue statue principali si annoverarono quelle del re, della regina Claudia, del delfino, della principessa Carlotta, del duca di Orléans, nelle quali lo scultore riuscì a sintetizzare realismo e classicismo. Inoltre lo scultore rappresentò la narrazione dell'attraversamento delle Alpi svolto dai personaggi principali.
Particolarmente apprezzate, tra le sue opere, furono i bassorilievi celebranti la battaglia di Marignano, l'urna contenente il cuore di Francesco I decorata con bassorilievi allegorici alla gloria delle arti e delle scienze, la sensualità e la delicatezza delle figure femminili, il bassorilievo delle Quattro Stagioni nella stanza del re, la statua dormiente funeraria di Carlo di Maigny (1556) (Louvre), caratterizzata dalla accentuata cura degli elementi decorativi, delicatamente scolpiti in una pietra originariamente bianca,, e la tomba di William Bellay nella cattedrale di Le Mans.
Tra i collaboratori che circondarono Bontemps, si ricordarono il suo allievo Germain Pilon.
Al Louvre è conservata anche la statua funeraria dell'ammiraglio Chabot.